# Феофилактов, Николай Зотович
Николай Зотович Феофилактов (род. 1956) — советский легкоатлет, специалист по бегу на короткие дистанции. Выступал на всесоюзном уровне в конце 1970-х — начале 1980-х годов, серебряный призёр чемпионата СССР, победитель первенств всесоюзного и всероссийского значения. Представлял Ижевск и физкультурно-спортивное общество «Буревестник». Мастер спорта СССР. Преподаватель Удмуртского государственного университета.

## Биография
Николай Феофилактов родился в 1956 году. Занимался лёгкой атлетикой в Ижевске, выступал за добровольное спортивное общество «Буревестник».
Впервые заявил о себе в сезоне 1978 года, когда на соревнованиях в Уфе с личным рекордом 10,2 одержал победу в беге на 100 метров.
В 1981 году на чемпионате СССР в Москве с командой РСФСР завоевал серебряную награду в программе эстафеты 4 × 100 метров.
В 1982 году с личным рекордом 20,6 выиграл бег на 200 метров на соревнованиях в Челябинске.
После завершения спортивной карьеры работал преподавателем на кафедре теории и методики спортивной тренировки и спортивных дисциплин Института физической культуры и спорта Удмуртского государственного университета. Доцент. Кандидат педагогических наук, автор ряда научных работ и методических пособий.
Проявил себя как тренер по лёгкой атлетике, в частности подготовил мастера спорта международного класса Анну Кайгородову (Гефлих).
Заслуженный тренер Удмуртской Республики, заслуженный работник физической культуры Удмуртской Республики, отличник физической культуры и спорта.